# 재커리 래오타이즈
재커리 래오타이즈(영어: Zachary Laoutides, 1986년 12월 13일~)는 미국의 배우, 각본가이다.

## 작품 목록

### 영화
- 블랙 루비 (2017년)
- 어라이즈 프롬 다크니스 (2016년)
- 비하인드 더 스크립트: 아디오스 바야 콘 디오스 (2015년)
- 아디오스 바야 콘 디오스 (2014년)